# Mount Royal
Mount Royal è una grande collina rocciosa invadente o una piccola montagna nella città di Montréal, immediatamente a ovest del centro in Canada. L'ipotesi più nota sull'origine del nome Montreal è che derivi da Mount Royal.
La collina fa parte delle Collines Montérégiennes situate tra i monti Laurenziani e gli Appalachi. Ha dato il nome latino, Mons Regius, alla catena monteregiana. La collina è costituita da tre cime: Colline de la Croix (o Mont Royal propriamente detto) alta 233 metri, Colline d'Outremont (o Mount Murray, nel distretto di Outremont) alta 211 metri e Westmount Summit alta 201 metri sul livello del mare.

## Geologia
Mount Royal è la profonda estensione di un antico vulcano complesso ampiamente eroso, che probabilmente era attivo circa 125 milioni di anni fa. Di conseguenza, la Guida Michelin di Montreal afferma erroneamente che si tratta di un vulcano spento, mentre il magma all'interno del complesso si è solidificato nel sottosuolo e non ha mai portato alla formazione di lava.
La montagna, insieme alle altre montagne delle Collines Montérégiennes, si formò quando la placca nordamericana si spostò verso ovest sopra il punto caldo del New England. Con un processo noto come intrusione, il magma si intromise nelle rocce sedimentarie sottostanti, producendo almeno otto stock ignei. Il tipo di roccia principale è un gabbro composto da pirosseno, olivina e quantità variabili di plagioclasio. Durante e dopo la fase principale dell'intrusione, i gabbri e le rocce circostanti vennero intrusi da una serie di dicco e filone-strato vulcanici. Successivamente, la roccia sedimentaria più morbida circostante è stata erosa, lasciando dietro di sé la roccia ignea resistente che forma la montagna.
Il minerale montroyalite, scoperto a Montreal, prende il nome dalla montagna che ha fornito il campione di definizione.

## Storia
Intorno al 3000 a.C., l'imponente presenza della montagna al centro dell'isola, la vista sul fiume e le maestose foreste ne fecero un luogo privilegiato per le popolazioni indigene che attraversavano la regione. La montagna era anche una ricca fonte di hornfel, rocce taglienti usate al posto della selce per fabbricare strumenti e armi per la caccia. Nel corso del tempo, le popolazioni indigene utilizzarono il legno della montagna per costruire villaggi e la sua terra fertile per coltivare le loro principali colture agricole, mais, zucca e fagioli, conosciute come le Tre Sorelle.

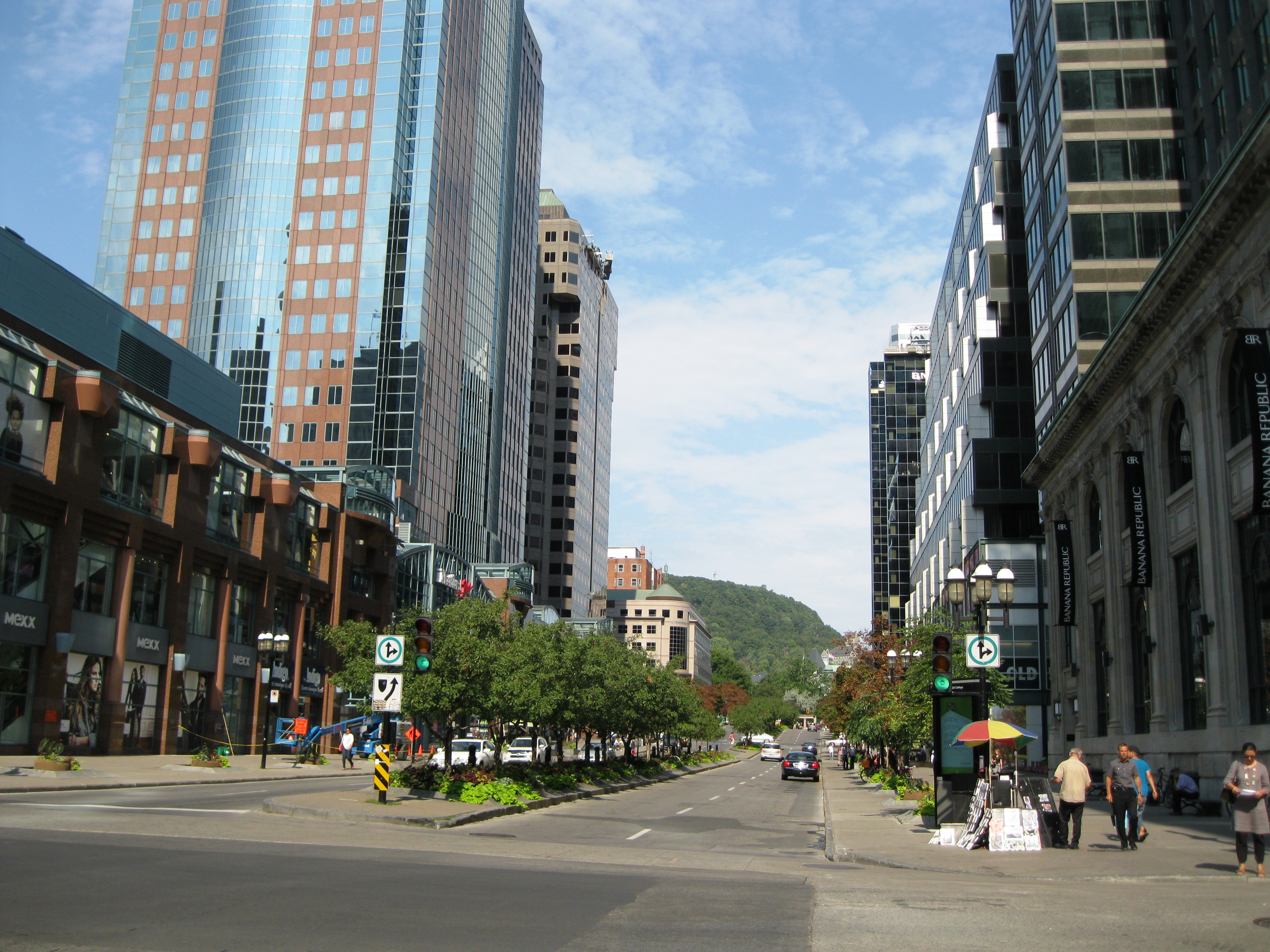
McGill College Avenue che va dal centro di Montreal a Mount Royal.

Il primo europeo a scalare la montagna fu Jacques Cartier, guidato nel 1535 dalla gente del villaggio di Hochelaga. Lo denominò in onore del suo patrono, John Royal. Egli scrisse nel suo diario: "E tra questi campi è situata la detta città di Hochelaga, vicino e confinante con una montagna.... Abbiamo chiamato questa montagna Mount Royal."
Una teoria è che il nome dell'Isola di Montréal derivi da Mont Réal, poiché il nome della montagna era scritto in francese medio (Mont Royal in francese moderno). Tuttavia, la voce del diario di Cartier del 1535 si riferisce a "le mont Royal". Un altro argomento, menzionato dal governo del Canada sul suo sito web riguardante i toponimi canadesi, è che il nome Montréal è stato adottato perché una mappa veneziana del 1556 usava il nome italiano della montagna, "Monte Real". Il nome fu applicato per la prima volta all'isola e fu ufficiosamente applicato alla città, precedentemente chiamata Ville-Marie, nel XVIII secolo.
Nel 1643, Paul de Chomedey, Sieur de Maisonneuve, si recò in pellegrinaggio sulla cima della montagna per adempiere a un voto fatto nella stagione invernale in occasione di una grande alluvione che aveva travolto le palizzate della città.
Nel 1876, il proprietario terriero e agricoltore James Swail iniziò a progettare suddivisioni residenziali sul versante occidentale del Monte Murray, in quello che oggi è il distretto di Cote-des-Neiges. Nel 1906, fu avviato un grande sviluppo edilizio nell'area, chiamato Northmount Heights, con case costruite lungo quella che oggi è Decelles Street dall'impresa Northmount Land Company. Gran parte di quest'area è stata da allora espropriata dall'Università di Montréal.
Nel 1914-1918, fu scavato il Mount Royal Tunnel sotto la montagna da parte della Canadian Northern Railway, un predecessore della Canadian National Railway. Attualmente è utilizzato dalla linea ferroviaria per pendolari Deux-Montagnes dell'AMT.
L'area è stata brevemente considerata come candidata per il sito dell'Expo 1967 prima che i terreni espositivi fossero costruiti su isole adiacenti lungo il fiume San Lorenzo.
In occasione delle Olimpiadi estive del 1976, il parco stesso ospitò la prova ciclistica su strada individuale

## Geografia

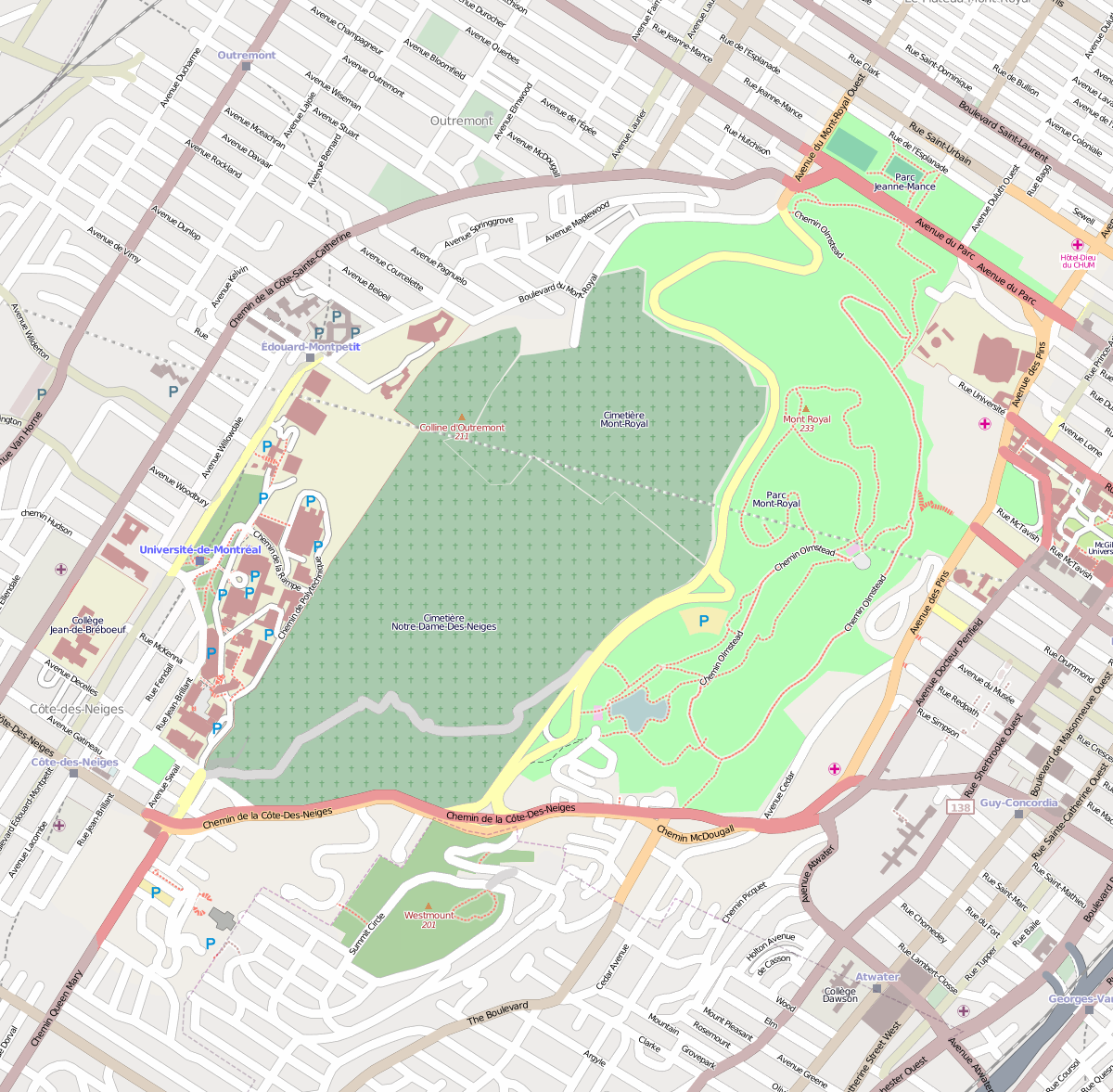
Mappa di Mount Royal.

### Topografia
Mount Royal misura, alla base, circa 4 chilometri da est a ovest e 2,5 chilometri da nord a sud. La montagna emerge dalle pianure occupate da Montréal e dalle regioni limitrofe.

### Reti stradali
Due strade attraversano il territorio:
- Il Cammino Camillien-Houde (chiamato Remembrance Road in una parte del suo percorso)
- La strada della Côte-des-Neiges

## Risorse naturali

### Fauna
Mount Royal ospita molte specie animali tra cui:
- Scoiattolo grigio
- Procione
- Volpe
- Marmotta
- Puzzola
- Ape
- Specie di uccelli

### Flora
Dal punto di vista della flora, la montagna custodisce un insieme di spazi naturali e seminaturali ricchi di alberi, arbusti e piante erbacee

## Croce di Mount Royal

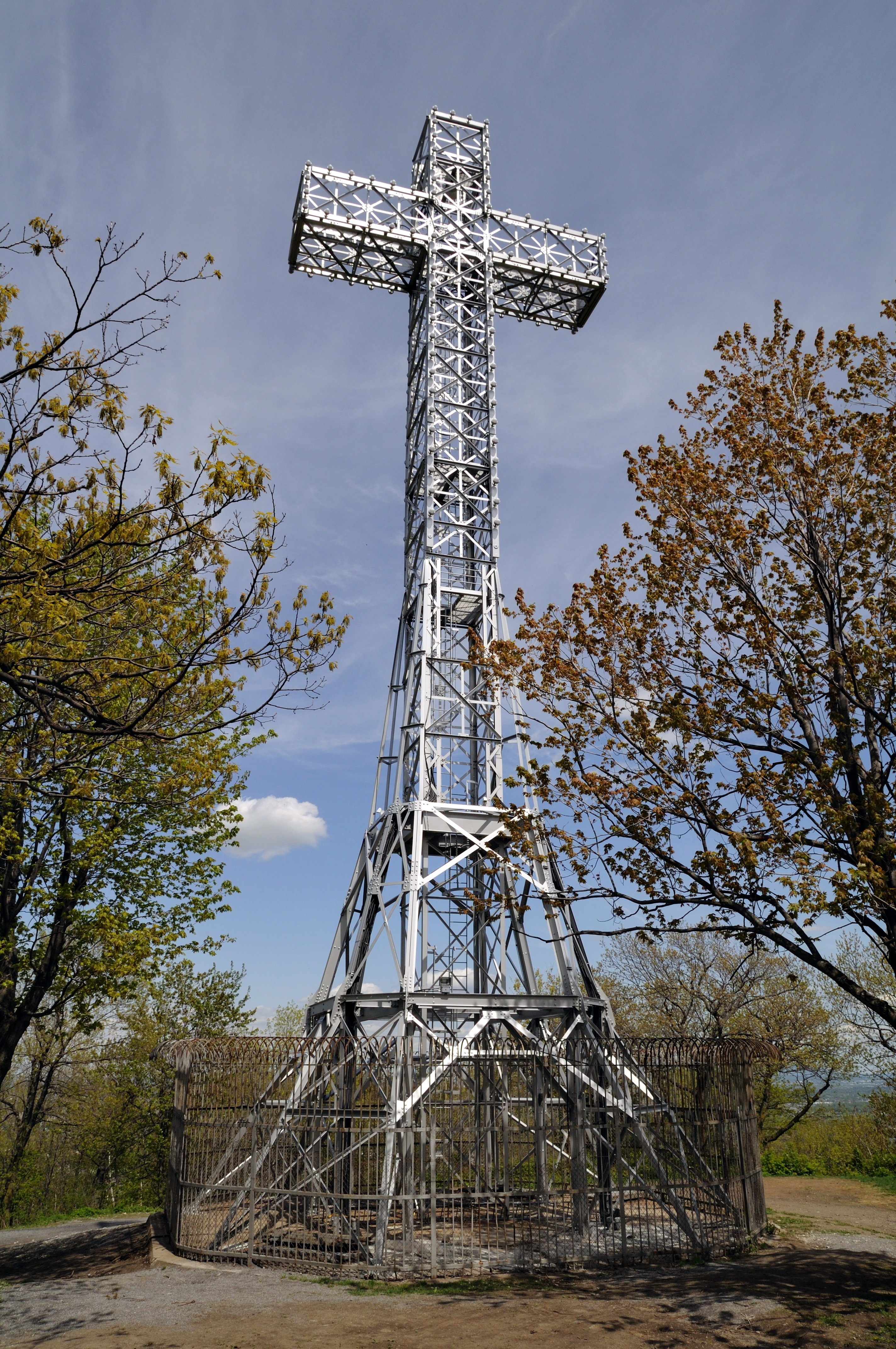
Croce sulla cima del Mont Royal vista durante il giorno.

La prima Croce del Mount Royal fu collocata nel 1643 da Paul Chomedey de Maisonneuve, fondatore della città, in adempimento di un voto fatto alla Vergine Maria pregandola di fermare un disastroso diluvio. Oggi, la montagna è coronata da un croce illuminata alta 31,4 metri, installata nel 1924 dalla Société Saint-Jean-Baptiste e ora di proprietà della città. L'illuminazione è stata convertita alla luce in fibra ottica nel 1992 e poi a quella a LED nel 2009. La croce è solitamente illuminata di bianco, ma ora il colore può essere cambiato in una tonalità qualsiasi, incluso il viola tradizionalmente usato per la morte di un papa.
Accanto alla croce, una targa segna il posizionamento di una capsula del tempo nel 1992, durante la celebrazione del 350º compleanno di Montreal. Contiene messaggi e disegni di 12.000 bambini, raffiguranti le loro visioni per la città nell'anno 2142, quando è prevista l'apertura della capsula.

## Parco del Mount Royal
La montagna è il sito del Mount Royal Park, uno dei più grandi spazi verdi di Montreal. Il parco venne originariamente progettato da Frederick Law Olmsted (che co-progettò anche il Central Park di New York) e fu inaugurato nel 1876, sebbene non completato secondo il suo progetto.
Olmsted aveva pianificato di enfatizzare la topografia montuosa attraverso l'uso della vegetazione. Gli alberi all'ombra in fondo alla carreggiata avrebbero somigliato ad una valle. Man mano che il visitatore saliva più in alto, la vegetazione sarebbe diventate più rada per dare l'illusione di un'altezza maggiore. Tuttavia, Montreal subì una depressione economica a metà degli anni 1870 e molti dei piani di Olmsted furono abbandonati. La carreggiata venne costruita, ma fatta in fretta e senza riguardo al progetto originale. Nessuna delle scelte di vegetazione fu realizzata.
Il parco contiene due belvedere, il più importante dei quali è il Kondiaronk Belvedere, una piazza semicircolare con il Mount Royal Chalet che si affaccia sul centro di Montreal. Costruito nel 1906, prende il nome dal capo di Petun Kondiaronk, la cui influenza portò alla Grande Pace di Montreal nel 1701.
Altre caratteristiche del parco sono Beaver Lake (un piccolo lago artificiale), uno snow tube e una pista per slittini, piste per lo sci di fondo, un Parco delle sculture e Smith House, un centro interpretativo. Ai piedi della collina, affacciato su Park Avenue, il parco ospita il monumento a George-Étienne Cartier (sede dei Tam-Tam) e un gazebo (più propriamente, un palco per l'orchestra) che è stato intitolato a Mordecai Richler.
La lussureggiante foresta è stata gravemente danneggiata, sia dai cosiddetti "tagli alla moralità" del sindaco Drapeau degli anni 1950, sia dalla tempesta di ghiaccio del 1998, ma da allora si è ampiamente ripresa. É un gioiello verde che si erge sopra il centro di Montreal ed è nota per il suo bellissimo fogliame autunnale, nonché per le sue vaste piste da trekking e da sci di fondo. L'uso della bicicletta è limitato alle principali strade sterrate.

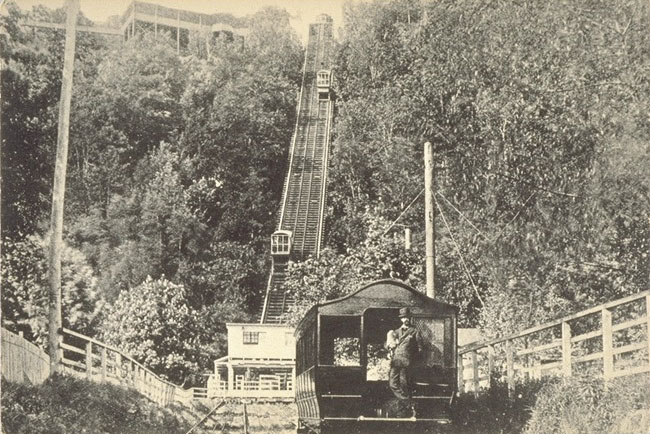
Funicolare Mount Royal, intorno al 1900.

Dal 1885 al 1920, la funicolare di Mount Royal portò i turisti sulla vetta. Dopo aver cessato il servizio, è stata sostituita dall tram n. 11 di Montreal fino al 1959. Una strada intitolata all'ex sindaco, di lunga data ma controverso, Camillien Houde (che fu incarcerato durante la seconda guerra mondiale per la sua opposizione allo sforzo bellico del Canada), ora taglia in due la montagna. Ironia della sorte, Houde si era opposto all'idea di creare una strada attraverso il parco.
Il parco, i cimiteri e diversi parchi e istituzioni adiacenti sono stati riuniti nel distretto storico e naturale di Mount Royal (Arrondissement historique et naturel du Mont-Royal) dal governo provinciale al fine di proteggere legalmente il ricco patrimonio culturale e naturale della regione.

### Parc Tiohtià:ke Otsira'kéhne
Nel giugno 2017, durante i festeggiamenti per il 375º anniversario di Montreal, la città ha formalmente chiamato lo spazio verde che circonda il picco di Outremont Parc Tiohtià:ke Otsira'kéhne, in lingua Mohawk per "il luogo del grande incendio", riflettendo come la collina fosse stata utilizzata come faro dagli abitanti delle Prime nazioni. Ha una superficie di 35 ettari.

### Inverno

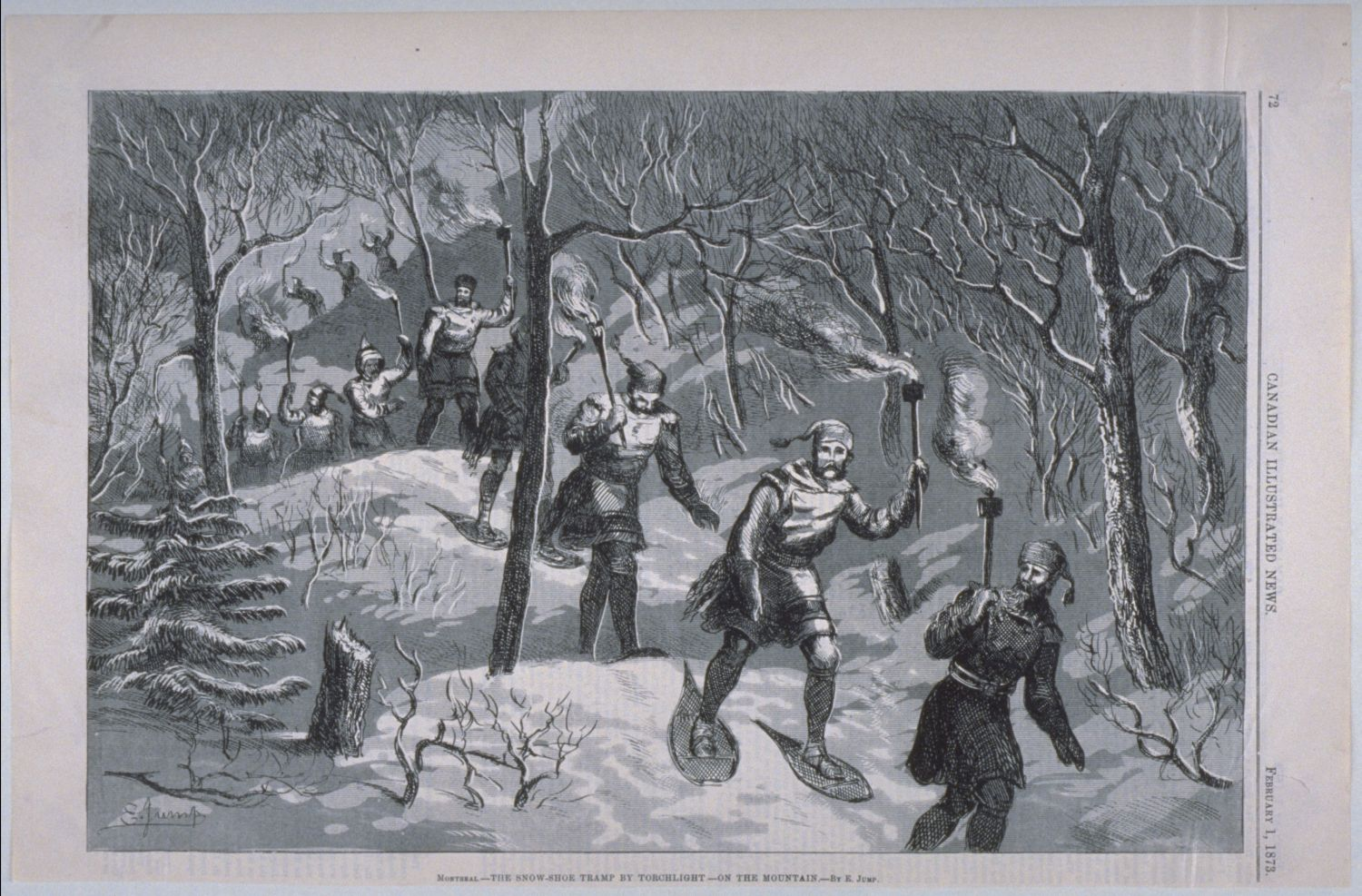
Processione notturna del Montreal Snow Shoe Club sul Mount Royal, 1873.

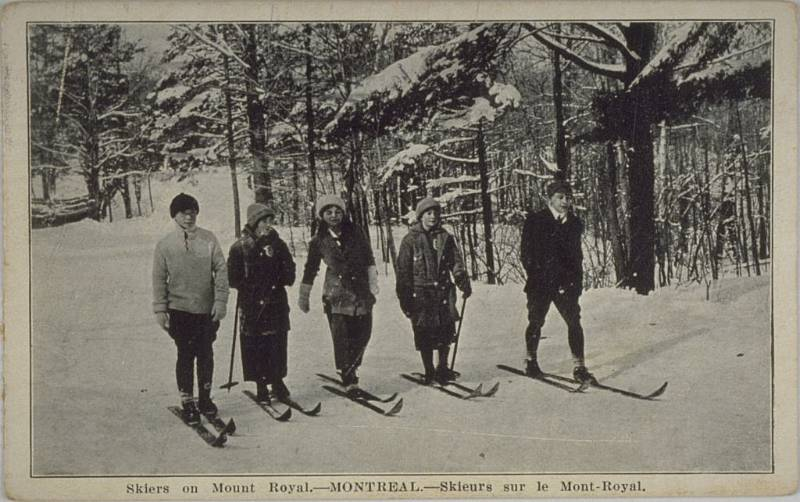
Sci di fondo sul Monte Royal negli anni 1920.

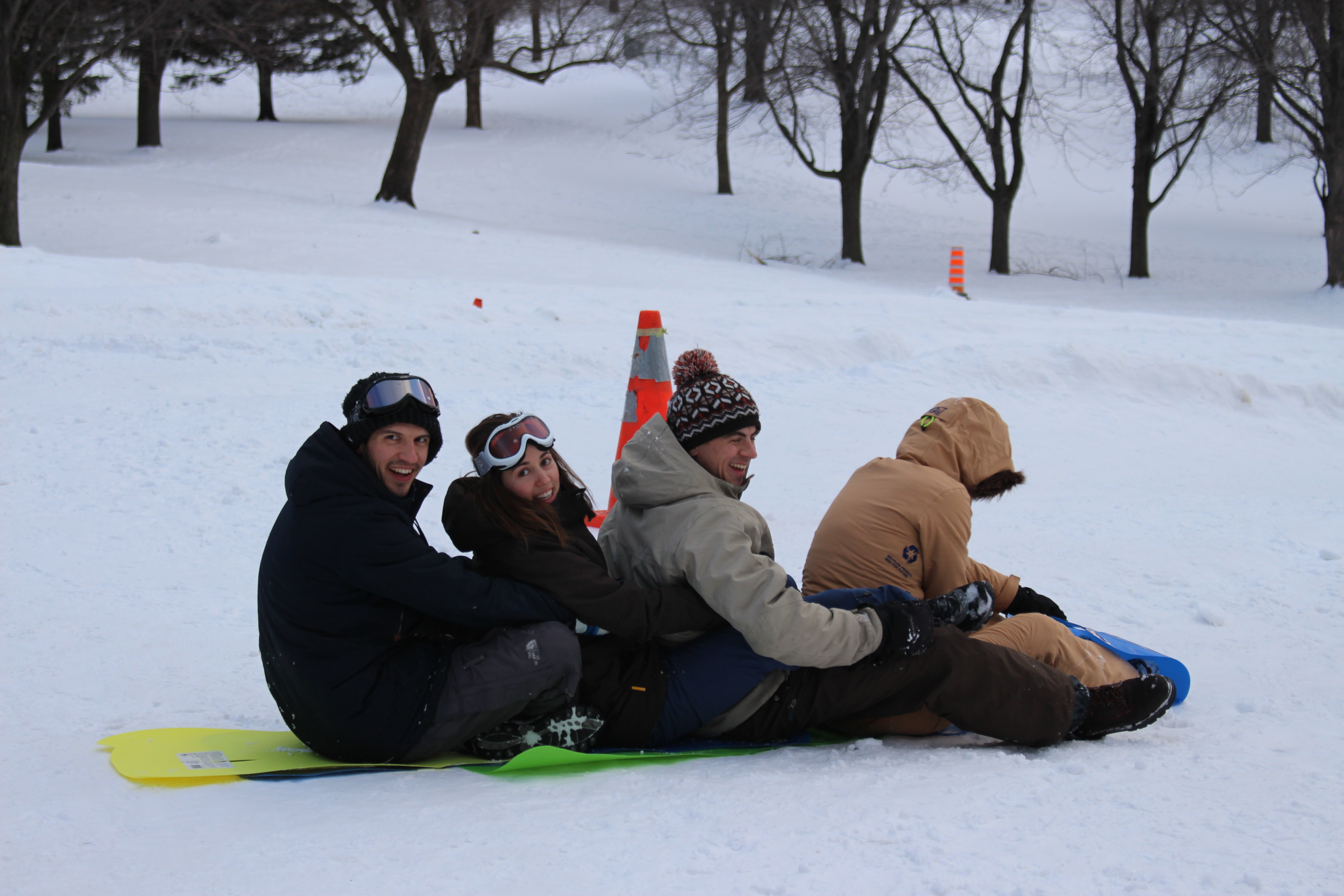
La gente viene a Mount Royal per lo slittino sulle ex piste da sci.

Il Mount Royal Park attualmente ospita uno snowtube e una pista per slittini su una delle ex piste da sci alpino, oltre a 7 piste per sci di fondo e racchette da neve per un totale di 18 km, con noleggio di attrezzatura disponibile in loco.
Una delle attività più popolari da fare a Beaver Lake è pattinare, questa attività è gratuita se si dispone della propria attrezzatura.
L'ex pista da sci alpino presentava una sciovia a T. I dispositivi di sollevamento meccanico furono installati per la prima volta nel Mount Royal Park nel 1945. Negli anni 1940 erano disponibili 4 km di piste da sci. Un negozio di sci fu installato per la prima volta nel parco nel 1938. In precedenza, negli anni 1920, uno dei migliori trampolini per il salto con gli sci del Canada era quello sul Monte Royal, vicino alla Côte-des-Neiges.
Fondato nel 1840, l'ormai defunto Montreal Snow Shoe Club, con membri tra alcuni dei più importanti uomini d'affari di Montreal, si incontrava ogni settimana durante l'inverno al calar della notte su Sherbrooke Street vicino a McGill College Avenue per marce con racchette da neve attraverso il Mount Royal Park, illuminato dalla luce delle torce. I membri del club iniziarono a indossare "tuque" blu durante le loro uscite intorno al 1870. Di recente, la tradizione è stata ripresa come la celebrazione dei Tuques Bleues da parte di Les amis de la montagne, un'organizzazione di beneficenza che lavora per proteggere e preservare il parco.

### Tam Tam

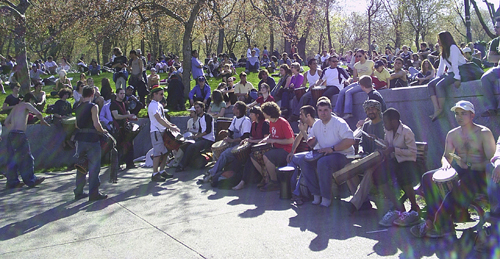
Raduno Tam-Tam di Mount Royal.

In estate, Mount Royal ospita un'attività popolare nota come Tam-Tam, o "Tam-Tam Jam", in cui un certo numero di abitanti di Montreal e visitatori si riuniscono per suonare tamburi a mano (come il djembe) sul versante orientale della montagna, vicino al Monumento a George-Étienne Cartier. Gli incontri della domenica pomeriggio attirano persone di diversa provenienza. Spesso, decine di suonatori di tam-tam eseguono la loro musica contemporaneamente, incoraggiando gli altri a ballare. Inoltre, molti bambini e adulti partecipano nelle vicinanze a una battaglia con armi imbottite.
I Tam-tam iniziarono alla fine degli anni 1970 con un seminario sulla batteria africana in un jazz bar in Ontario Street. Non è organizzato dalle autorità comunali. Nonostante le resistenze iniziali dei partecipanti, la città ora interviene sull'evento, limitando l'attività commerciale agli iscritti nelle aree designate e assegnando forze dell'ordine e tecnici del primo soccorso per garantire la sicurezza dei presenti. Sebbene inizialmente controversa alla luce dell'atmosfera comunitaria e controculturale dell'evento (oltre a un atteggiamento permissivo nei confronti dell'uso illegale di cannabis), la presenza della polizia non ha portato a conflitti.

### Parco Jeanne-Mance
Di fronte alla montagna, attraverso Park Avenue, c'è il Jeanne-Mance Park. Una famosa area ricreativa, dispone di un parco giochi, una piscina per bambini, campi da tennis, vari campi sportivi e, in inverno, una pista di pattinaggio.

## Torre di trasmissione

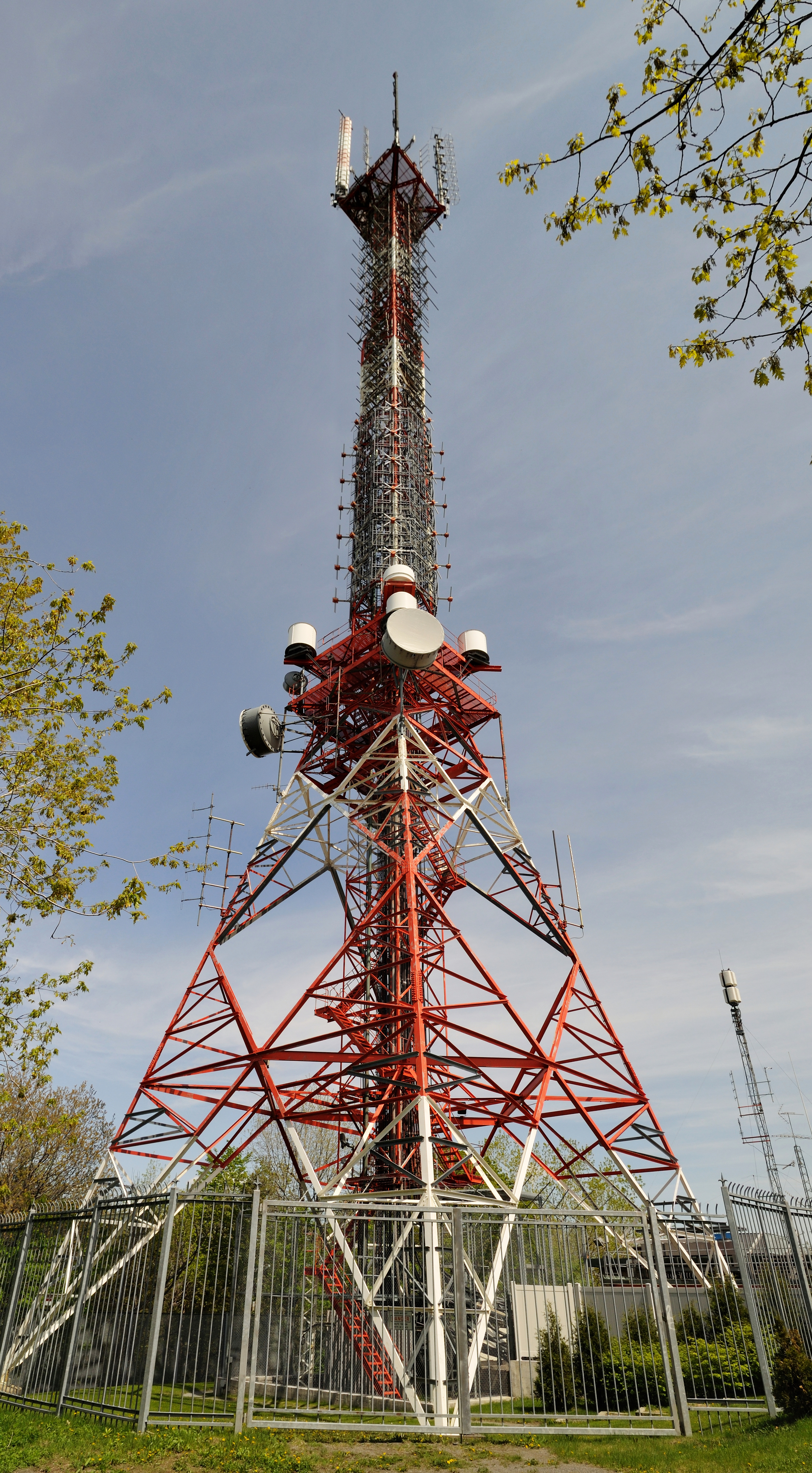
Torre trasmittente Mount Royal

Il parco ospita anche l'impianto di trasmissione di Mount Royal della CBC, che comprende due grandi edifici (uno utilizzato principalmente dalla CBC (per le sue 2 stazioni di Montreal, CBMT-DT e CBFT-DT) e uno dalle stazioni televisive private) e una (circa 30 m.) "torre candelabro", da cui trasmettono quasi tutte le stazioni televisive e radio FM di Montreal. A causa della vicinanza di questa torre alle aree pubbliche del parco, negli ultimi anni sono state sollevate significative preoccupazioni sull'esposizione alle radiazioni a radiofrequenza; in alcuni punti in precedenza accessibili agli utenti del parco nei pressi della torre, l'irraggiamento è risultato significativamente superiore a quello consentito al pubblico in generale.
L'altezza sopra indicata è stata dettata dall'altezza massima consentita (33 metri sul livello del mare) dettata dal Dipartimento federale dei trasporti a causa della vicinanza alla traiettoria di volo per il vicino aeroporto di Trudeau. La sfida ingegneristica è stata quella di combinare tutte le antenne desiderate nello spazio limitato tra la cima della montagna e i 33 metri, che ha portato alla progettazione del "candelabro".

## Punti di riferimento adiacenti

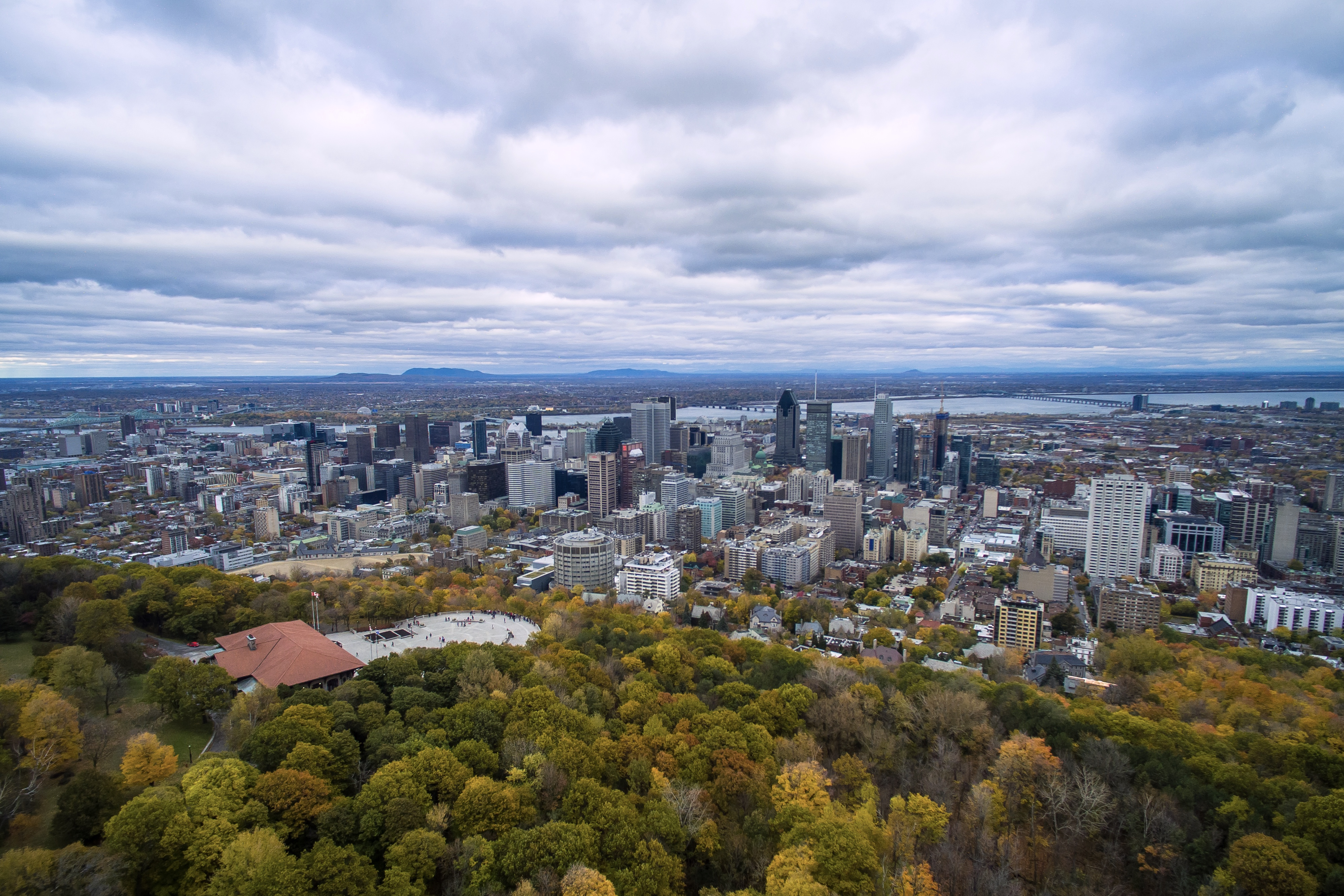
Vista aerea del centro cittadino di Montreal come visto da sopra Mount Royal.

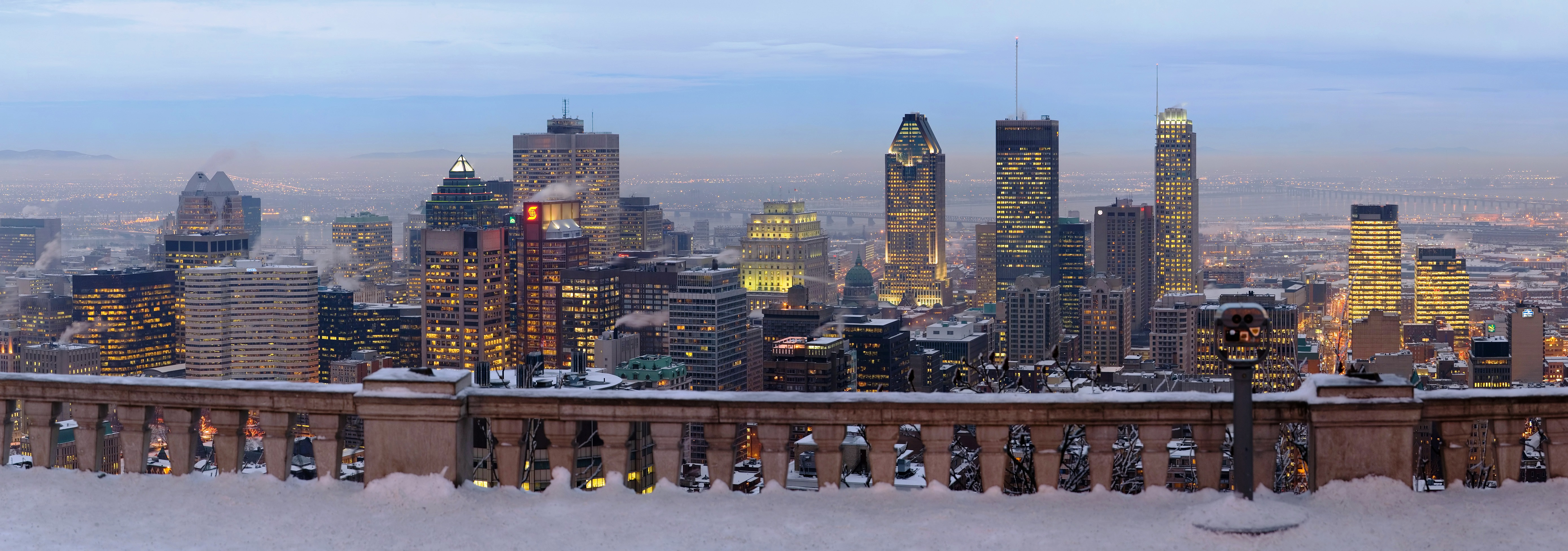
La vista del centro cittadino di Montreal dal Belvedere Kondiaronk e dallo Chalet du Mont Royal in inverno.

Fuori dal parco, le pendici del Mount Royal ospitano anche monumenti come l'Oratorio di San Giuseppe, la chiesa più grande del Canada, l'Università McGill, l'Ospedale Generale di Montreal, il Molson Stadium del McGill, sede dei Montreal Alouettes della CFL, il bacino idrico di McTavish, l'Università di Montréal, l' École Polytechnique de Montréal, l'isolato storico di Îlot-Trafalgar-Gleneagles e alcuni quartieri residenziali benestanti come Upper Westmount e Upper Outremont.